# Black Canyon of the Gunnison
Le Black Canyon of the Gunnison est un canyon du Colorado, aux États-Unis. Creusé par la Gunnison dans les comtés de Gunnison en amont, Montrose dans sa section médiane et Delta en aval, il est protégé au sein de la Curecanti National Recreation Area, du parc national de Black Canyon of the Gunnison et de la Gunnison Gorge National Conservation Area, successivement. Une section du mur nord du canyon est appelée le Painted Wall.
On trouve dans la gorge plusieurs sentiers de randonnée plus ou moins longs, parmi lesquels le Mesa Creek Trail. Ses bords sont également parcourus de sentiers, parmi lesquels le Chasm View Nature Trail au nord et le Warner Point Nature Trail au sud.